# 新兴街道 (成都市)
新兴镇，是中华人民共和国四川省成都市双流区下辖的一个乡镇级行政单位。2019年12月，撤销新兴镇、白沙镇，设立新兴街道，以原新兴镇和原白沙镇所属行政区域为新兴街道的行政区域，新兴街道办事处驻晨曦街16号。

## 行政区划
新兴镇下辖以下地区：
新兴场社区、柏杨社区、井坝社区、孔雀社区、油坊社区、凉水社区、小桥社区和庙山村。